# Sant Martin de Castilhon
Sant Martin de Castilhon (en francès Saint-Martin-de-Castillon) és un municipi francès situat al departament de la Valclusa i a la regió de Provença – Alps – Costa Blava.

## Demografia
| 1962                                       | 1968 | 1975 | 1982 | 1990 | 1999 | 2006 | 2012 |
| ------------------------------------------ | ---- | ---- | ---- | ---- | ---- | ---- | ---- |
| 380                                        | 387  | 449  | 538  | 526  | 563  | 739  | 741  |
| Des de 1962: població sense dobles comptes |      |      |      |      |      |      |      |

## Administració
| Període | Identitat        | Partit        |
| ------- | ---------------- | ------------- |
| 2001-   | Pierre Carbonnel | Divers droite |